# Peteinosaurus
 Peteinosaurus  (Gr.: peteinos = geflügelt, sauros = Echse) ist eine Gattung von Flugsauriern aus der Obertrias von Italien. Die lediglich von zwei Fossilfunden bekannte Gattung mit ihrer Typusart P. zambelli Wild (1978) ist einer der ältesten bis heute entdeckten Flugsaurier. Der Holotyp besteht aus isolierten, nicht im anatomischen Zusammenhang erhaltenen Schädel- und sonstigen Skelettelementen. Beim zweiten Exemplar fehlt der Schädel. Beide werden im Naturhistorischen Museum in Bergamo aufbewahrt. Peteinosaurus ist eventuell ein direkter Vorfahre des unterjurassischen Flugsauriers Dimorphodon.

## Merkmale
Peteinosaurus hatte eine Flügelspannweite von 60 Zentimeter. Die Flügel waren relativ kurz und nur doppelt so lang wie die Hinterbeine. Das erste Fingerglied war kürzer als der Unterarm. Die Phalangenformel beträgt 2.3.3.4.0.
Die Anzahl der Halswirbel ist unbekannt. Vor dem Kreuzbein hatte Peteinosaurus 15 Rumpfwirbel, von denen 13 Rippen trugen. Die drei Kreuzbeinwirbel waren nicht miteinander verwachsen. Der lange Schwanz wurde von 30 bis 40 Wirbel gestützt.
Peteinosaurus Zähne waren einspitzig und abgeflacht, mit scharfen Schneidekanten an der Vorder- und Hinterseite. Im Unterkiefer hatte er etwa 40 Zähne, davon mindestens zwei große Fangzähne vorne. Der Oberkiefer und der Rest des Schädels sind unbekannt. 
Wahrscheinlich ernährte sich Peteinosaurus von Insekten oder von Fischen.